# Adam Musiał
Pour les articles homonymes, voir Musial.
Adam Musiał, né le 18 décembre 1948 à Wieliczka et mort le 18 novembre 2020 à Cracovie, est un footballeur international polonais. Il était défenseur, notamment au Wisła Cracovie entre les années 1967 et 1978 et en équipe de Pologne de 1968 à 1974, avec laquelle il participe à la Coupe du monde de football 1974.

## Carrière

### En club
Adam Musiał fait ses débuts au Górnik Wieliczka, le club principal de sa ville natale. En 1967, il rejoint le Wisła Cracovie, club au palmarès assez étoffé. Lors de ses sept premières années à Cracovie, il dispute une bonne vingtaine de matches par saison, et se fait apprécier par les supporters, étant un défenseur rugueux et combatif, quelquefois même dans l'excès. En 1974, il se blesse lourdement dans un accident de voiture, et rate la deuxième partie de saison. Après un retour gagnant l'année suivante, Musiał est oublié par les entraîneurs successifs du Wisła, et doit se contenter de quelques bouts de matches. En 1977, il ne joue que deux fois, et fait part à ses dirigeants de ses envies d'ailleurs. À l'hiver, il est donc transféré à l'Arka Gdynia, alors dirigé par son ancien entraîneur Jerzy Steckiw. Avec ce club de dimension plus faible, Musiał trouve plus de temps de jeu sur la côte Baltique. Il remporte même la Coupe de Pologne six mois après son arrivée à Gdynia.
En 1980, il part en Angleterre et signe au Hereford United, club de quatrième division. Dans cette ville à forte connotation polonaise (de nombreux soldats polonais s'y étant installés après la guerre), Musiał reste trois ans, marqués par une victoire en Coupe du Pays de Galles en 1981. Alors qu'il ne joue plus au football depuis deux ans, il s'engage chez les Eagles de New York, présidés par un Polonais, en 1985. Là aussi, il prend part à trois saisons, avant de mettre fin officiellement à sa carrière.

### En sélection
Le 20 octobre 1968, Musiał apparaît pour la première fois avec la sélection nationale, contre l'Allemagne de l'Est en match amical. Il est ensuite régulièrement appelé par les différents sélectionneurs. Figurant parmi la liste des vingt-deux pour la Coupe du monde 1974, il dispute six des sept matches de la compétition, dont le dernier pour la troisième place face au Brésil, gagné par son équipe grâce à un but de Grzegorz Lato. En fin d'année, il joue deux autres matches, avant de clore, comme il l'avait commencé face aux Est-Allemands, sa carrière internationale.

### Palmarès
- Champion de Pologne en 1978
- Vainqueur de la Coupe de Pologne en 1979
- Finaliste de la Coupe du pays de Galles en 1981

- Troisième de la Coupe du monde en 1974

### Distinctions personnelles
- Entraîneur polonais de l'année : 1991